# Idrottsbladet
Idrottsbladet, auch unter der Abkürzung IB bekannt, war eine schwedische Sportzeitung.

## Geschichte
Die Zeitung Idrottsbladet wurde 1910 gegründet. 1915 übernahm Torsten Tegnér die Zeitung, die er zu einer der bedeutendsten Sportzeitungen Schwedens ausbaute. Bis 1967 leitete er als Redakteur die Geschicke der Zeitung, die zeitweise eine Auflage von über 50.000 Exemplare aufwies.
In den 1970er und 1980er Jahren entwickelte sich Idrottsbladet von einer allgemeinen Sportzeitung zu einem Fachorgan für Motorsport. Ab 2001 erschien die Zeitung unter dem Namen Idrottsbladet Motorsport und war bis 2005 offizielles Presseorgan des Svenska Bilsportförbundet. Später erschien die Zeitung unter Leitung des Svenska Motorcykel- och Snöskoterförbundet, der sie 2008 in Svensk Motorsport umbenannte. Im September 2009 wurde die Zeitung eingestellt.